# Mebon oriental
El Mebon oriental (en camboyano: ប្រាសាទមេបុណ្យខាងកើត) es un templo del siglo X situado en Angkor, Camboya.  Construido durante el reinado del rey Rajendravarman, se destaca en lo que era una isla artificial en el centro del depósito Baray Oriental, ahora seco.
El Mebon fue dedicado al dios hindú Shiva y honra a los padres del rey. La ubicación del templo refleja la preocupación de los arquitectos jmer con las direcciones de orientación y cardinales. El templo fue construido en un eje norte-sur con el templo estatal de Rajendravarman, Pre Rup, situado a unos 1.200 metros hacia el sur a las afueras del baray. El Mebon también se encuentra en un eje este-oeste con el palacio templo de Phimeanakas, otra creación del reinado de Rajendravarman, situado a unos 6.800 metros hacia el oeste.
Construido en el estilo general de Pre Rup, Mebon oriental se finalizó en 953 AD. Cuenta con dos muros exteriores y tres niveles. Incluye toda la gama de materiales duraderos típicos de la construcción jemer: piedra arenisca, ladrillo, laterita y estuco. En la parte superior hay una torre central en una plataforma cuadrada, rodeada por cuatro torres más pequeñas en las esquinas de la plataforma. Las torres son de ladrillo y se pueden observar agujeros que servían para anclar el estuco.
La escultura en el Mebon oriental es variada y excepcional, incluyendo elefantes de dos metros de altura en las esquinas de los primeros y segundos niveles. Entre las escenas religiosas cabe destacar las del dios Indra encima de su elefante Airavata, de tres cabezas, y Shiva sobre su montura, un toro sagrado Nandi. Talla en dinteles es particularmente elegante.
Los visitantes que suben al nivel superior se pueden imaginar las vastas extensiones de agua que antiguamente rodeaban el templo. Cuatro escalones de amarraje en la base hacen recordar que al templo se llegaba en barco.

## Gallería
|                               |
| Vista desde el nivel superior |

|                                   |
| Escultura de un elefante guardián |

|                             |
| Vista inferior del elefante |

|                  |
| Templo principal |

|                     |
| Interior del templo |

|                            |
| Detalle de un relieve-bajo |